# إدارة أروكا
إدارة أروكا واحدة من 32 إدارة في كولومبيا، وتبلغ مساحتها 23,818 كم² تقع في أقصى الشمال من حوض نهر أورينوكو الكولومبي.

## معرض صور

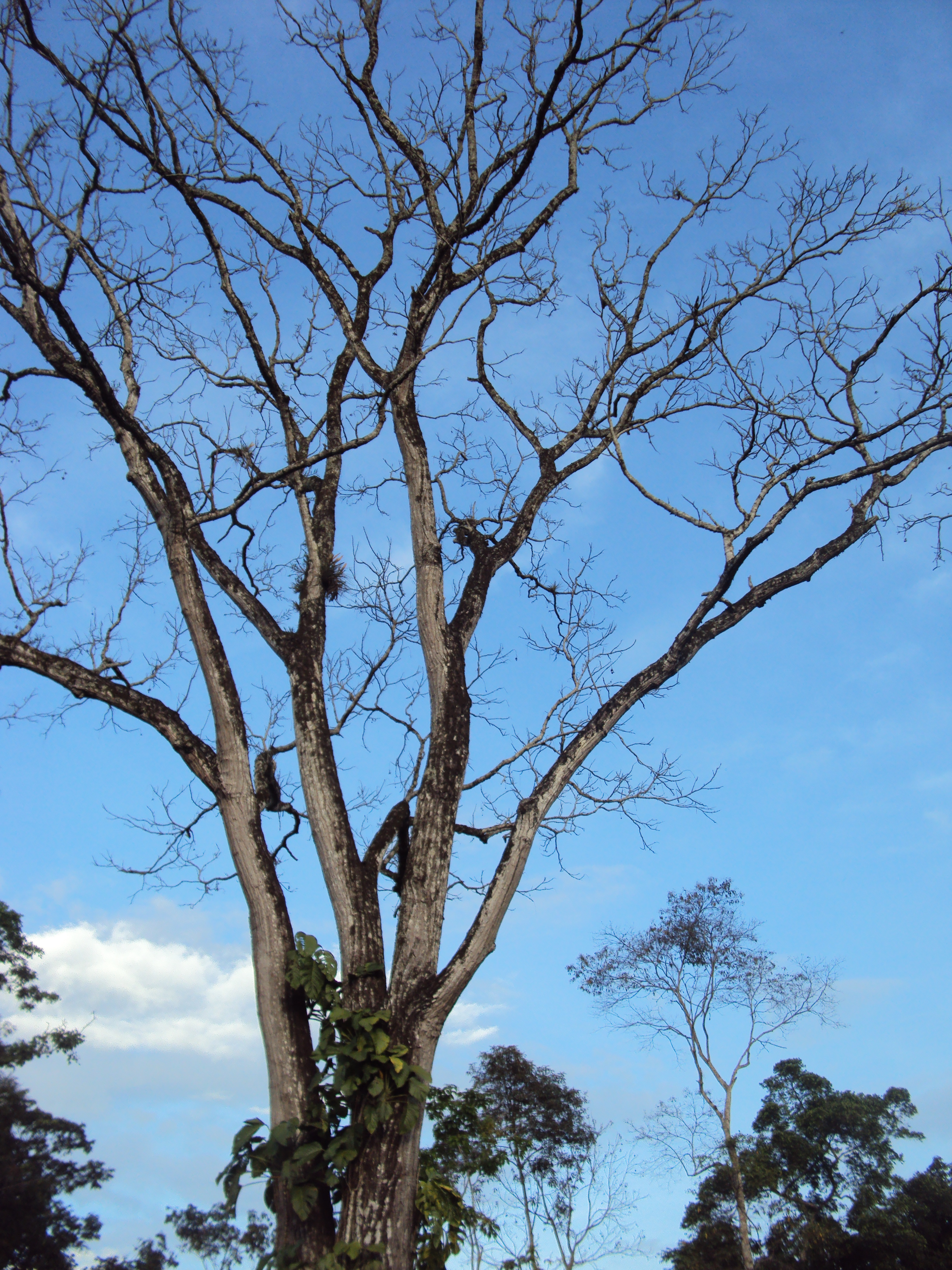
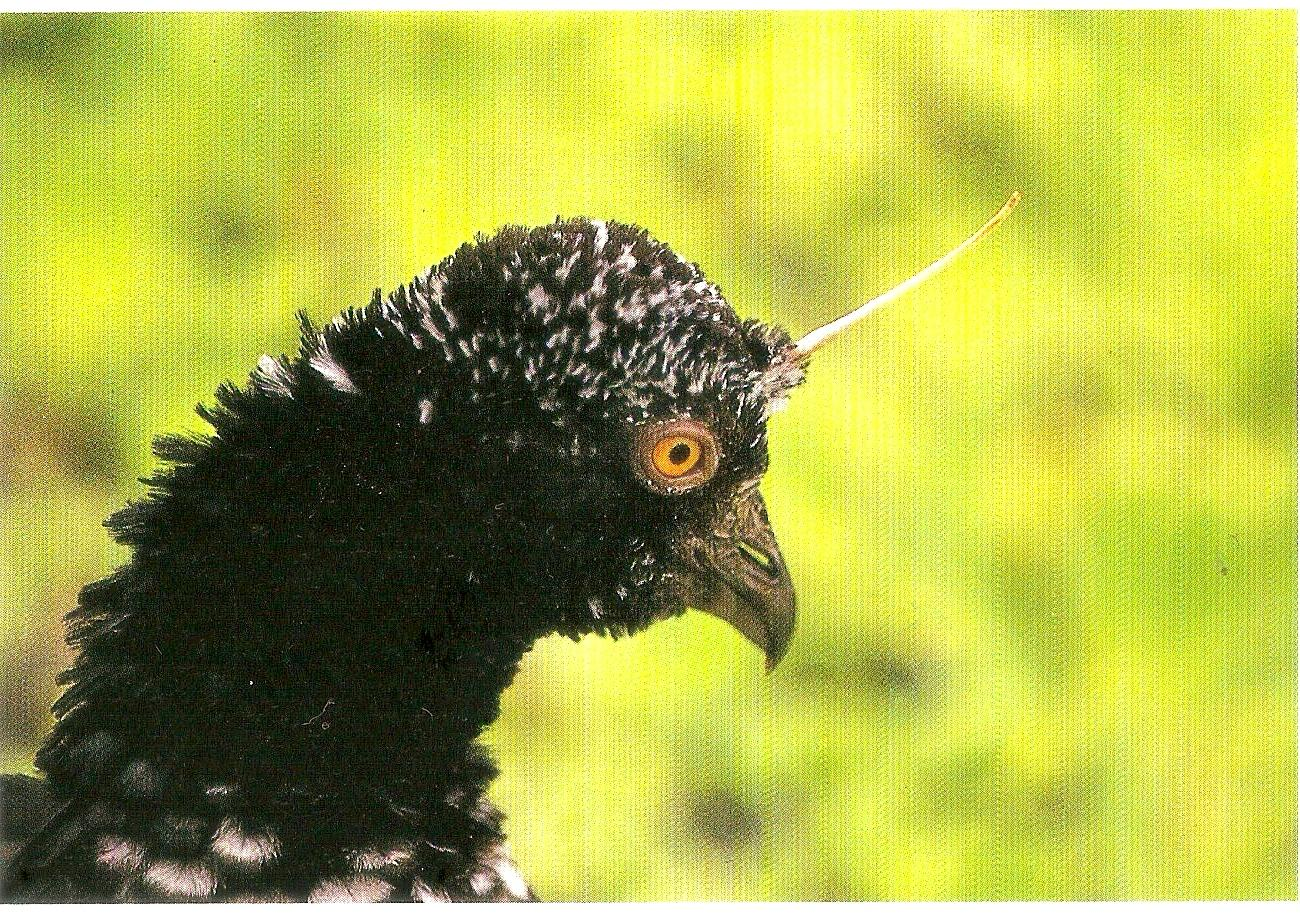
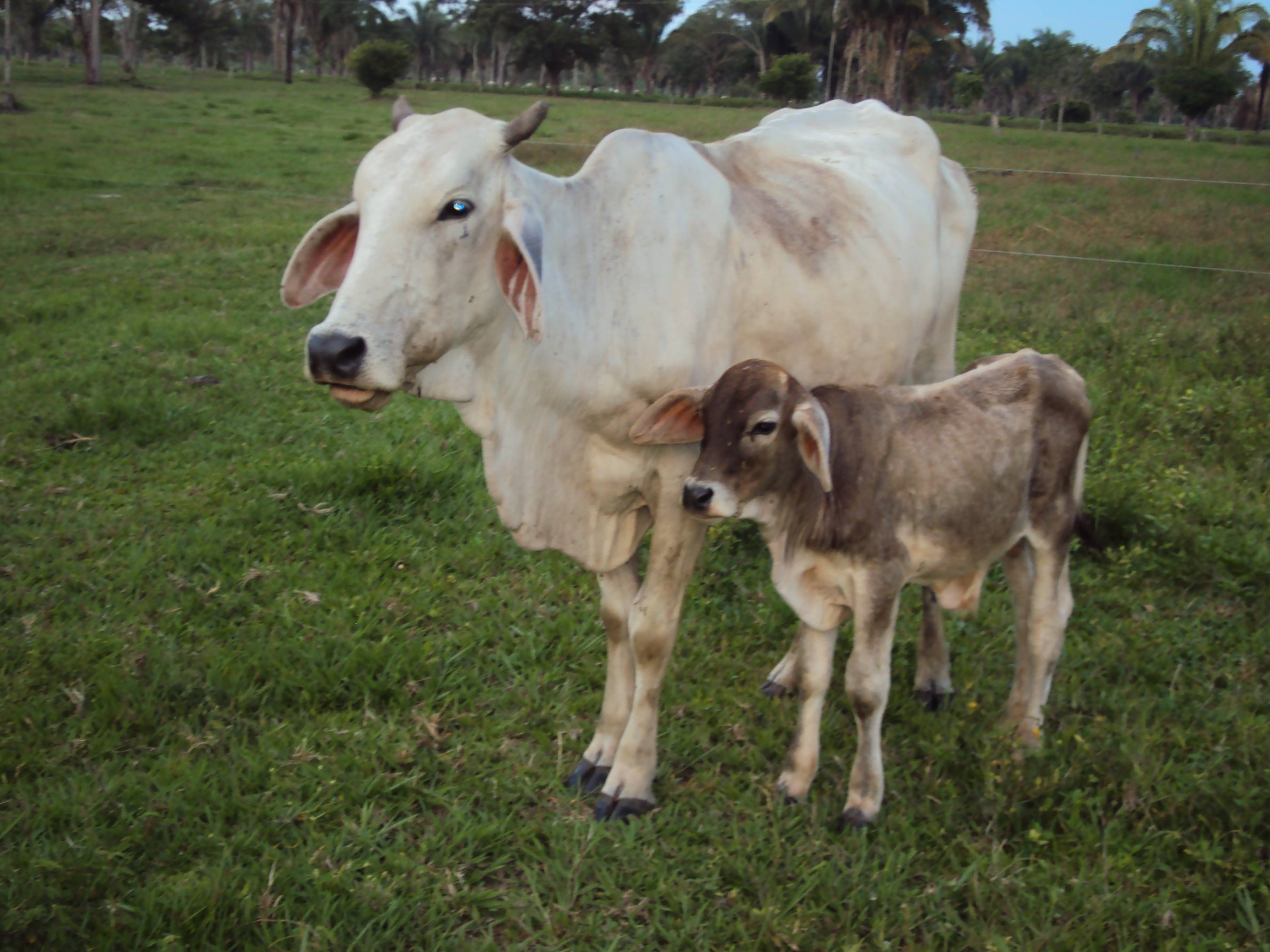
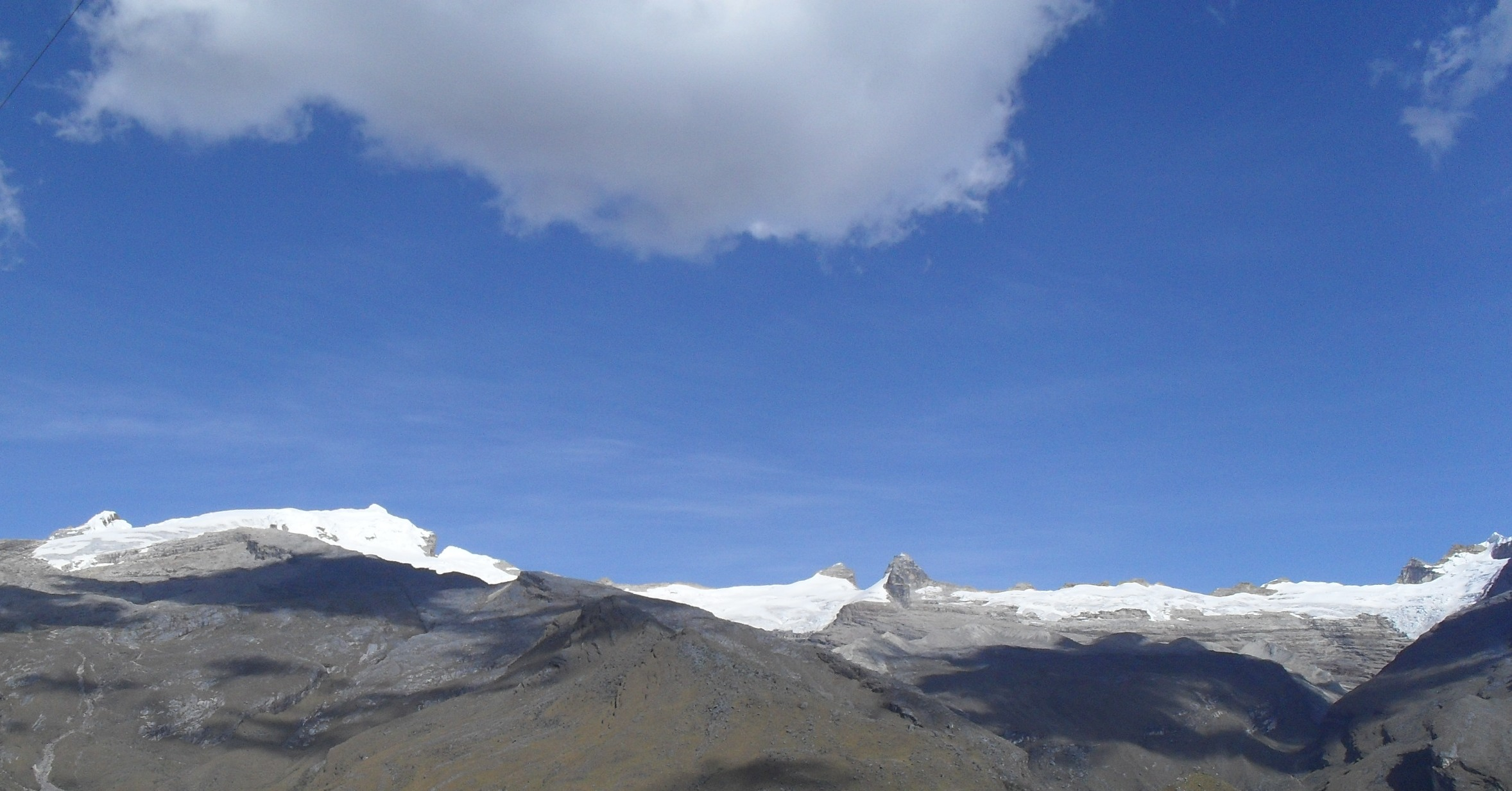